# Psychoda bitrunculens
Psychoda bitrunculens är en tvåvingeart som beskrevs av Quate 1967. Psychoda bitrunculens ingår i släktet Psychoda och familjen fjärilsmyggor. Inga underarter finns listade i Catalogue of Life.